# Hercostomus caprivi
Hercostomus caprivi är en tvåvingeart som beskrevs av Grichanov 2004. Hercostomus caprivi ingår i släktet Hercostomus och familjen styltflugor.
Artens utbredningsområde är Namibia. Inga underarter finns listade i Catalogue of Life.